# Soproni VSE
A Swietelsky-Soproni VSE, egy soproni csapat, ami 2018-ig magyar labdarúgó-bajnokság másodosztályában szerepelt. 2011 óta tagja az NB II mezőnyének. Az FC Sopron megszűnése óta a város első számú labdarúgócsapata volt. A csapat legnagyobb sikere, hogy 1945-ben, majd egy évre rá, 1946-ban is megnyerte a második vonal küzdelmeit, azonban az első osztályban sosem szerepelt. Jelenleg az ötödosztályban szerepel.

## A csapat története
Soproni Vasutas Sportegylet a labdarúgó szakosztály megalapításával 1921-ben jött létre, és azóta a labdarúgáson kívül több sikeres, országos és nemzetközi hírű szakosztályt – így pl. kosárlabda, tenisz, ökölvívó, asztalitenisz, jégkorong, vívó, teke, sakk, természetjáró, triatlon stb. – működtetett.
Ha nem is a labdarúgók érték el a legkiemelkedőbb eredményeket, mégis ezen a szakosztályon keresztül vált ismertté a Soproni VSE név országszerte, hiszen a labdarúgók az 1930-as években már a Nemzeti Bajnokságban szerepeltek, hol a második, hol a harmadik osztályban. Az 1936-os évben Kőmíves Imre személyében olimpiai válogatottja is volt a szakosztálynak. Az 1940-es években két alkalommal is osztályozót játszhatott a csapat az NB I-be jutásért, de mindkétszer elveszítette azt.
Az 1950-es, 1960-as években is a Nemzeti Bajnokság 2. és 3. vonalában játszott az együttes, többször 4-5 ezer néző élvezte a kitűnő játékosokból álló és szórakoztató játékot nyújtó GYSEV tulajdonú csapat játékát. Régebben az SVSE – SFAC, később az SVSE – Soproni Textiles rangadók jelentették az év egyik legrangosabb sporteseményét Sopronban és környékén.
Az 1970-es években az NB III-ban szerepelt a szakosztály, 1976–ban a soproni közlekedési csapatok fuzionáltak és megalapították a Soproni Közlekedési SE-t, amely aztán a kellő motiváltság hiánya miatt 1978-ban kiesett a 4×20 csapatos NB III-ból. A városnak a Textiles jogán NB II-es csapata lett SSE néven, melynek keretébe 8 volt vasutas játékos is bekerült.
Az SVSE-nek azonban újra kellett kezdeni mindent, hiszen a legutolsó, azaz a járási bajnokságba sorolták be. A fiatal játékosokból álló vadonatúj csapat átérezte a nehéz helyzetet, és 2 év alatt 2 bajnoki címet szerezve 1980-tól legalább ismét a megyei I. osztályban játszhatott 16 éven keresztül. 1996-ban ismét bajnoki címnek örülhettek a Lővérek alján és a csapat visszakerült a régmúlt dicsőségét idéző Nemzeti Bajnokság III. osztályába. Itt 2000-ben a 4. helyezéssel érte el az új időszak  legjobb eredményét és ősztől a kvalifikációs NB II-es bajnokságban játszhatott fél évet, de 8 csapatból ismét a 4. helyet érő teljesítmény csak az újbóli NB III-as tagsághoz volt elegendő, ahol ezután gyötrelmes 2 év következett, egy 13. és 14. helyezéssel.
A labdarúgó szakosztály megalapítása óta jelentős szerepet tulajdonított az utánpótlás nevelésnek és több volt SVSE játékos is eljutott más csapatokban szerepelve az NB I-ig, így pl. Gangl László (Haladás), Deák Gábor, Borsos István (Soproni LC), Ferencz Gyula (Salgótarjáni BTC), Varga István (Vasas), Majoros Zoltán (Soproni LC, Haladás). De ugyanígy több NB I-ben szerepelt labdarúgó is játszott a Soproni VSE-ben, a leghíresebb közülük a 16-szoros válogatott, volt ferencvárosi labdarúgó, Simon Tibor, aki élete utolsó bajnoki mérkőzését játszotta és utolsó gólját lőtte 2002 tavaszán az SVSE-GYSEV színeiben, edzőtársával, Farkas Józseffel együtt szerepelve. Itt játszott  Mlinkovics László (FTC, MATÁV), az olimpiai válogatott Kucselata János (Videoton), Tikosi Gyula (MTK), Katona Sándor, Balaton Vilmos, Kovács Tibor (Soproni LC), Kelemen Zsolt (Vác), Takács Péter (MATÁV).   A csapatban régen és most is több vasutas dolgozó is játszott, a keret és a  kezdőcsapat zömét vasutasok alkották, akik közül volt és van rendelkező forgalmi szolgálattevő, átmenesztő, rakodásirányító, raktárnok, műszerész, diesel járműszerelő, előadó, osztályvezető helyettes, diszponens, gépkocsivezető és még sorolhatnánk.
A 2010–11-es szezonban a Soproni VSE az NB III küzdelmeiben vett részt. Májusban a jó szereplésnek köszönhetően a klubvezetők licencet kértek a másodosztályba való feljutás esetére. Május 31-én az SVSE bebiztosította bajnoki címét, így a 2011–12-es szezontól újra a másodosztályban szerepelhetnek. A bennmaradást azonban nem sikerült kivívniuk, így szerencsésnek mondható visszalépések és licenc problémák miatt mégis bent maradhatott az NB2. Nyugati csoportjában. A 2012-13-as idényt ugyan jól kezdték, azonban az ősz végére a tabella második felében foglaltak helyet és az sem volt kedvező, hogy az MLSZ a következő idénytől egy csoportossá kívánta tenni a másodosztályt. Az ősz folyamán elbocsátott Soós Imre helyét, Bücs Zsolt korábbi pályaedző vette át. Az ő irányításával kezdték meg a téli felkészülést. Tavasszal tíz meccses veretlenségi sorozattal kezdtek, és végre úgy látszott, hogy összeállt egy jó csapat. A tavaszi szezon részt ugyan másodikként fejezték be, de az őszi sikertelen sorozatnak köszönhetően így is csak az osztályozós helyet tudták elcsípni. Az osztályozó első meccsén, idegenben 1-1-es döntetlent játszottak az akkor feljutó Dunaújvárossal és így várták a hazai pályán való visszavágót. Az osztályozó második mérkőzése azonban már közel sem sikeredett úgy, ahogy azt előzetesen várták a Hűség városában. A stadionban több mint 4000 soproni volt kíváncsi a csapat játékára, mégis 1-0-ra alulmaradtak, és ezzel kiestek a másodosztályból. A meccs végeztével talán minden soproni szurkoló azt hitte, hogy ezzel vége a klubnak, de a licenc problémáknak köszönhetően és az új feltöltési szabályzat értelmében a következő szezont mégis a másodosztályban kezdhették.
A 2013-as nyár folyamán a klub vezetősége kinevezte a soproni kötődésű Németh Zoltánt, a korábban a vesztes osztályozó miatt lemondó Bücs Zsolt helyére. Rövid idő múlva azonban újabb szakember érkezett a klubhoz Supka Attila személyében, aki szakmai igazgatóként ügyködik és jelenleg ő irányítja az együttest. Supka Attila szerződését 2016 márciusában meghosszabbították 2017 június 30-ig.

## Sikerei
- Magyar másodosztály
  - Aranyérmes (2 alkalommal): 1945, 1945–46
- Magyar harmadosztály
  - Aranyérmes (2 alkalommal): 1960–61, 2010–11

## Jelenlegi keret 2016-ban
2020
soproni   jelenleg     a játékosok  kerete
2016. március 17-i állapot szerint.
| No. |     | Poszt | Játékos             |
| --- | --- | ----- | ------------------- |
| 1   | HUN | K     | Megyeri Gábor       |
| 77  | HUN | K     | Heinrich Márk       |
| 31  | HUN | K     | Halasi Péter        |
| 21  | HUN | V     | Fazakas Géza        |
| 6   | HUN | V     | Grabant Péter       |
| 18  | HUN | V     | Jancsó András       |
| 32  | HUN | V     | Jovetic Aleksander  |
| 63  | HUN | V     | Maráczi József      |
| 11  | HUN | V     | Sifter Tamás        |
| 44  | HUN | KP    | Pados Patrik        |
| 23  | HUN | KP    | Deme Imre           |
| 29  | HUN | KP    | Szabó László        |
| 88  | HUN | KP    | Grabant Bence       |
| 8   | HUN | KP    | Holdampf Gergő      |
| 90  | HUN | KP    | Kapacina Valér      |
| 80  | HUN | KP    | Tóth Martin         |
| 3   | HUN | CS    | Baracskai Roland    |
| 9   | HUN | CS    | Batizi-Pócsi Balázs |
| 27  | HUN | CS    | Pető Benjamin       |
| 7   | HUN | CS    | Tihanyi Olivér      |
| 30  | HUN | CS    | Zamostny Balázs     |

## Stadion
A Káposztás utcai Stadiont 2003-ban adták át, és az FC Sopron hazai pályájaként szolgált. A csapat 2008-as megszűnéséig játszott itt, ezután egy évig senki nem használta. Az SVSE 2009-ben költözött át erre a pályára, ők korábban a Lővér körúton játszották hazai mérkőzéseiket. A stadion befogadóképessége 5 800 fő, melyből 5 300 ülőhely. Az NB I-re alkalmas a stadion.

## Lásd még
- FC Sopron